# Un premier amour
"Un premier amour" ("Um primeiro Amor") foi a canção vencedora do Festival Eurovisão da Canção 1962 interpretada em francês por Isabelle Aubret em representação da França. 
Foi a nona canção a ser interpretada na noite do evento, a seguir à canção dos Países Baixos, "Katinka, cantada pelos De Spelbrekers e antes da canção da Noruega  "Kom sol, kom regn", interpretada por Inger Jacobsen. Terminou a competição em primeiro lugar, entre 16 participantes.
No ano seguinte em 1963, Dansevise, interpretada pelo duo Grethe & Jørgen Ingmann foi a canção vencedora da competção, em representação da Dinamarca; enquanto a França foi representada por  Alain Barrière que interpretou o tema "Elle était si jolie". Isabelle Aubret voltou ao Festival Eurovisão da Canção, em 1968, cantando singing "La source". 
Ainda em 1962, Un premier amour seria regravada por Frida Boccara, que incluiu a canção num EP por ela lançado naquele ano.

## Autores
- Letrista: Roland Stephane Valade
- Compositor: Claude-Henri Vic
- Orquestrador: Franck Pourcel

## Letra
A canção é uma típica balada dramática, com Aubret cantando sobre o poder que o primeiro amor tem sobre as pessoas.